# Jackson (Luisiana)
Jackson es un pueblo ubicado en la parroquia de East Feliciana en el estado estadounidense de Luisiana. En el Censo de 2010 tenía una población de 3842 habitantes y una densidad poblacional de 331,78 personas por km².

## Geografía
Jackson se encuentra ubicado en las coordenadas 30°50′4″N 91°12′35″O / 30.83444, -91.20972. Según la Oficina del Censo de los Estados Unidos, Jackson tiene una superficie total de 11.58 km², de la cual 11.56 km² corresponden a tierra firme y (0.16%) 0.02 km² es agua.

## Demografía
Según el censo de 2010, había 3842 personas residiendo en Jackson. La densidad de población era de 331,78 hab./km². De los 3842 habitantes, Jackson estaba compuesto por el 43.75% blancos, el 53.8% eran afroamericanos, el 0.18% eran amerindios, el 0.29% eran asiáticos, el 0.03% eran isleños del Pacífico, el 0.21% eran de otras razas y el 1.74% pertenecían a dos o más razas. Del total de la población el 1.77% eran hispanos o latinos de cualquier raza.